# Castell Blaenllynfi
Castell Blaenllynfi är ett slott i Storbritannien.   Det ligger i kommunen Powys och riksdelen Wales, i den södra delen av landet, 220 km väster om huvudstaden London. Castell Blaenllynfi ligger 190 meter över havet.
Terrängen runt Castell Blaenllynfi är huvudsakligen kuperad, men åt nordväst är den platt. Runt Castell Blaenllynfi är det ganska tätbefolkat, med 60 invånare per kvadratkilometer. Närmaste större samhälle är Merthyr Tydfil, 19,0 km sydväst om Castell Blaenllynfi. Trakten runt Castell Blaenllynfi består i huvudsak av gräsmarker.